# Словацкая советская республика
Словацкая советская республика (словац. Slovenská republika rád, венг. Szlovák Tanácsköztársaság, ССР), также Независимая Словацкая советская республика (словац. Samostatna Slovenska radova republika) — существовавшее с 16 июня по 7 июля 1919 года государство в южной и восточной Словакии, со столицей в городе Прешов, которое возглавлял чешский революционер и журналист Антонин Яноушек.

## История

### Создание
В результате венгерского контрнаступления (так называемого «северного похода») в ходе Румынско-чехословацкой интервенции в Венгрию, Венгерской красной армии в середине июня удалось захватить южную и восточную часть Словакии, а также дойти до границы с Польшей в Бардеёве. Народный комиссар иностранных дел Венгерской советской республики Бела Кун считал необходимым провозгласить Словацкую советскую республику, которая была бы «неотъемлемой частью Социалистической республики Венгрия». На захваченной территории Словакии создавались местные советы, а уже 12 июня проводились выборы, права голоса в которых были лишены «бывшие эксплуататоры», торговцы и духовенство.. 16 июня Бела Кун заявил о подчинении решению Высшего совета мирной конференции о чехословацко-венгерской границе, в том числе утверждающего, что они не будут изменены. В соответствии с этим, после того, как в тот же день на массовом митинге в Прешове была провозглашена Словацкая советская республика и избран Временный революционный исполнительный комитет, Венгрия не признавала ССР вплоть до осознания правительством невозможности удерживать оккупированную территорию силой и вмешательства 2-го Народного комиссара по иностранным делам РСФСР Георгия Чичерина.

### Государственное устройство и политика

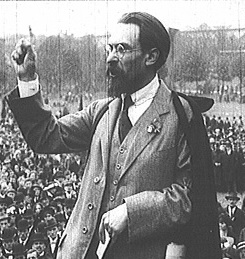
Антонин Яноушек, председатель Словацкого революционного правительственного совета на митинге

Временный революционный исполнительный комитет находился в Кошице. 20 июня им был определен состав Словацкого революционного правительственного совета с Антонином Яноушеком, до этого бывшим председателем словацкой, а после апреля 1919 чехословацкой секции Венгерской коммунистической партии в качестве председателя. Яноушек также выполнял обязанности министра иностранных дел. Власть на территории Словацкой Советской республики осуществлялась директориями или местными советами. Было введено общее избирательное право. По венгерскому примеру было создано 11 комиссариатов: иностранных дел, войны, финансов, внутренних дел, торговли и железных дорог, правосудия, национализации и социалистического производства, образования, гражданского обеспечения, здравоохранения и социальной справедливости, каждый из которых возглавлялся двумя комиссарами. Была проведена национализация банков, торговых предприятий, транспорта и средств производства, а также различных образовательных учреждений. Началось проведение аграрной реформы, был издан ряд указов о 8-часовом рабочем дне, пособий по безработице, пенсий вдовам, сиротам и инвалидам, а все крестьяне с наделом меньше 100 ютаров (примерно 50 гектаров) освобождались от налогов. 

#### Аграрная реформа
23 июня в Словацкой советской республике была проведена аграрная реформа, согласно которой земельные владения больше 100 ютаров или 300 ютаров, если земельные участки находились в разных местах, подлежали экспроприации. На полученной государством земле создавались государственные хозяйства и общества рабочих и крестьян.

#### Словацкая Красная армия
21 июня 1919 года правительством Словацкой советской республики было принято решение о создании словацкой Красной армии. Был издан ее организационный статут, в основе которого стоял аналогичный статут Венгерской Красной армии.

#### Языковая политика
В Словацкой советской республике было введено право каждой нации на пользование своим языком. Это в том числе означало равенство венгерского и словацкого языков, однако венгерский язык несмотря на это преобладал в советской республике, например, в периодических изданиях.

#### Судебная власть
В советской республике были отменены суды, а такие силовые органы как полиция и жандармерия были заменены на Красную гвардию. Были организованы военные трибуналы, состоящие из возглавляющего, судового уполномоченного и нескольких судей, которых выбирали советы солдат, рабочих и крестьян. Вводились жесткие наказания за преступления. Смертная казнь полагалась за восстание, государственную измену, убийство, грабеж и устройство потопа.

### Конец Словацкой советской республики
24 июня 1919 года между Чехословакией и Венгрией наступило перемирие, против чего властями Словацкой советской республики устраивались акции протеста. В результате этого была объявлена всеобщая мобилизация 27 июня. 1 июля в Братиславе была достигнута договоренность о выводе венгерской Красной армии из Словакии, что было сделано к 4 июля. Уже тогда власти Словацкой советской республики переместились в Венгерскую советскую республику. После этого, 7 июля, практически без сопротивления вся территория Словацкой советской республики была возвращена под контроль Чехословакии. 

## Венгерское влияние в Словацкой советской республике
Среди историков есть мнение, что несмотря на существовавшие дипломатические отношения Словацкой советской республики за рубежом, Словацкая советская республика являлась марионеточным государством под управлением Венгерской советской республики, так как Словакия практически полностью копировала структуру управления государством Венгрии. Существует также мнение о том, что Словацкая советская республика являлась попыткой мадьяризации и возвращения Словакии во владения Венгрии под эгидой социалистических лозунгов о революции и освобождении «братского народа».

## См. также

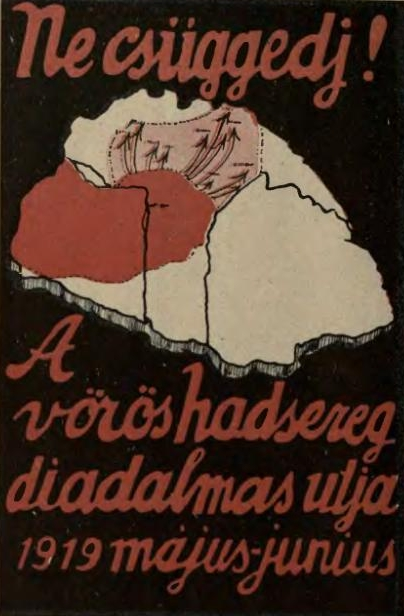
Плакат (1919): «И не сомневайтесь! Успехи Красной Армии в итоге майского-июньского похода в 1919 году»